# Thank You for the Music
Singles de ABBA
Under Attack
(1982)
Clip vidéo
[vidéo] « Thank You for the Music », sur YouTube
Thank You for the Music est une chanson du groupe de pop suédois ABBA. Originellement parue sur l'album ABBA: The Album (1977), en 1983 elle est devenue le single d'adieu du groupe.

## Histoire
La chanson est initialement parue sur le cinquième album studio d'ABBA, titré The Album et sorti en 1977. En 1978 elle a été incluse sur la face B du single Eagle.
En 1983 la chanson Thank You for the Music donne son nom à l'album des plus grands succès d'ABBA (Thank You for the Music, sorti au Royaume-Uni et d'autres pays en novembre 1983) et est le seul single mis en avant pour promouvoir cet album. Elle est, en fait, maintenant considérée comme le single d'adieu du groupe ABBA.

## Classements
| Classement (1984)              | Meilleure position |
| ------------------------------ | ------------------ |
| Pays-Bas (Single Top 100)      | 23                 |
| Royaume-Uni (UK Singles Chart) | 33                 |